# ساندرا بيكويذ
ساندرا بيكويذ (بالإنجليزية: Sandra Beckwith)‏ هي محامية وقاضية أمريكية، ولدت في 4 ديسمبر 1943 في نورفولك في الولايات المتحدة.